# 西江口駅
西江口駅（せいこうこうえき）は、中華人民共和国江蘇省南京市浦口区に位置する南京地下鉄南京地下鉄11号線の駅である。

## 歴史
- 2021年11月30日: 着工[1]。

## 隣の駅
南京地下鉄
■ 11号線
緑水湾路駅 - 西江口駅 - 馬騾圩駅